# Henry Holland (hertog van Exeter)
Henry Holland (27 juni 1430 - op zee, september 1475), derde hertog van Exeter, was een Lancastriaans aanvoerder tijdens de Rozenoorlogen. 
Hij was de zoon van John Holland, tweede hertog van Exeter, en Ann Stafford. Via zijn grootmoeder Elizabeth van Lancaster stamde hij af van Jan van Gent. Door deze afstamming kon hij aanspraak maken op de Engelse troon na de dood van koning Hendrik VI. Door zijn wreed en wispelturig karakter kreeg hij echter nooit steun voor deze aanspraken.
In 1447 trouwde hij met Anna van York (1439-1476), zuster van de toekomstige koning Eduard IV, maar bleef op vijandige voet leven met het Huis York. Hij was een aanvoerder in de Lancastriaanse overwinningen bij Wakefield (1459) en St Albans, en in de nederlaag bij Towton (1461). Na deze nederlaag vluchtte hij naar Schotland, en vervoegde later koningin Margaretha in Frankrijk. De nieuwe koning Eduard IV verklaarde hem vervallen van zijn titels en goederen, die aan zijn echtgenote werden toegekend. 
Tijdens de korte restauratie van Hendrik VI keerde ook Holland terug en werd hij hersteld in zijn titels.
In de Slag bij Barnet (1471) had hij het bevel over de linkervleugel van de Lancastriaanse troepen. Hij werd zwaar gewond en voor dood achtergelaten, maar overleefde. Eduard IV liet hem in 1475 vrij, maar verplichtte hem om deel te nemen aan een krijgstocht tegen Frankrijk. Op de terugreis naar Engeland viel hij overboord en verdronk. Mogelijks betrof het een afrekening, waarbij hij op last van de koning uit de weg werd geruimd.
Hij had één dochter, Anne, die trouwde met Thomas Grey, markies van Dorset, zoon uit een eerder huwelijk van koningin Elizabeth Woodville. Zij kregen geen kinderen.